# Folkets hus, Boxholm
Folkets hus i Boxholm är ett folkets hus beläget i centrala Boxholm.

## Historia

### Föreningen Minerva
Den 23 april 1899 samlades fjorton engagerade personer med en gemensam dröm – att grunda ett "eget hus". Under ledning av Karl Söderkvist hölls det första sammanträdet där man bildade en styrelse med tydlig arbetsfördelning. Söderkvist utsågs till ordförande, Carl Gustaf Mård till vice ordförande, Johan August Birath till skattmästare och J. G. Dahlgren till vice skattmästare. Carl Halldin blev sekreterare och C. J. Ström vice sekreterare. Föreningen Minerva var därmed ett faktum. Redan samma år anmälde Claes Andersson, en spånspringare och far till den senare kände Ivar Frostling, sitt intresse att sälja tomt nummer 2 till föreningen. Efter överläggningar enades man om ett köp för 787 kronor och 50 öre. Vid ett möte den 21 maj uppmanade ordföranden medlemmarna att själva påbörja schaktningsarbetet på sin fritid.
År 1900 hölls föreningens första årsmöte, och styrelsen konstituerade sig på nytt med i stort sett samma sammansättning. Den 8 april presenterade C. J. Gustafsson ett kostnadsförslag på 3 609 kronor för en samlingslokal – allt material inkluderat, förutom trävirket. Skattmästare Birath erbjöd sig att stå för trävirket men drog senare tillbaka sitt löfte, då han oroade sig för att föreningsmedlemmar skulle lämna projektet och lämna honom ensam ansvarig för byggnaden. Detta skapade en tryckt stämning inom föreningen. Trots detta bakslag fann man en lösning. Byggmästare Gustafsson åtog sig att uppföra hela huset för 500 kronor, varav 200 kronor skulle betalas kontant.
Redan 1901 flyttade de första hyresgästerna in. Det var föreningen "Logen af Wärldsgoodtemplare", även kallad "Templet Rätt och Sanning", som hyrde lokalen för sina möten och högtider på söndagar. Fler föreningar följde, bland annat Ungdomsföreningen Wiktoria som fick hyra lokalen per tillfälle. Vid ett årsmöte samma år inkom en begäran från Wiktoriaföreningen om att få "arrangera dans efter musik". Efter en längre diskussion bifölls önskemålet, dock reserverade sig både ordförande Söderkvist och C. J. Gustafsson mot beslutet. Även skolstyrelserna i Åsbo och Ekeby visade intresse för den nya samlingslokalen. Under två års tid fick de hyra byggnaden som skolsal, med förbehållet att eventuella skador – exempelvis krossade fönsterrutor – skulle bekostas av hyresgästerna.

### Folkets hus
År 1909 togs ett avgörande steg i föreningens historia. Man beslutade att övergå till Folkets hus-verksamhet – ett initiativ som syftade till att skapa en gemensam mötesplats för samhällets alla föreningar. För att bli medlem i denna nya organisation krävdes att man köpte andelar, vilket blev en viktig princip för delaktighet och ägarskap.
Samma år förvärvade föreningen även själva fastigheten. Därmed avslutades Föreningen Minervas verksamhet som namn, och en ny era inleddes. Den nya benämningen blev Byggnadsföreningen Folkets hus utan personligt ansvar.
Den nuvarande byggnaden byggdes 1939 och fick 2024 en målning av Vera Bugatti.